# بلعسل
بلعسل أو بلعسل بوزغزة هي إحدى بلديات دائرة المطمر ولاية غليزان الجزائرية وتقع غرب الولاية بمحاذاة ولاية مستغانم . بلغ عدد سكانها 14074 نسمة وفق إحصاء 2008م .
وتحتل موقعا إستراتجيا ممتاز حيث تبعد عن عاصمة الولاية بـ 12 كم وعن المطمر بـ 10كم وعن يلل بـ 20 كم إضافة لمرور الطريق السيار شرق غرب  على أراضيها الذي قدم خدمة للمنطقة ككل إذ يبعد محور الدوران عن البلدية بـ 7 كم .
تمتلك البلدية منطقة نشاطات ساهمت في جلب العديد من المستثمرين والمتعاملين الإقتصادين الذين أقاموا العديد من المؤسسات خاصة المطاحن.

## التسمية
يعود اسم بلعسل نسبة للولي الصالح سيدي بلعسل الإدريسي الحسني.

## تاريخ

### النشأة
أسس الراحل هواري بومدين أول قرية إشتراكية في ولاية مستغانم سابقا في 25 أوت 1972  تحت اسم بلعسل بوزقزة وإنتهت الأشغال سنة 1975 .ثم رقيت لبلدية سنة 1984م.

## الجغرافيا

### الموقع
تقع بلعسل شمال بلدية غليزان والمطمر ويلل وجنوب سيدي خطاب أما في الغرب واد الجمعة وشرقا بلدية الصفصاف اغلبية أراضيها مسطحة وتشغل سهل مينا عدا جبل بلعسل شرق البلدية ويخترق البلدية واد مينا.

## عمران البلدية

### الوسط الحضري
- حي أحمد زبانة
- حي 70 مسكن
- حي DNC
- حي رجم عبد الله

حي الزيتون
- حي 100 مسكن

### االوسط الريفي (دواوير)
- الحذارة
- السحاري
- البوازيد
- أولاد عبد الله
- الصوالحية
- الفغايلية
- المحافيظ
- بن عقة
- المراينية
- أولاد سي الطاهر
- العوامرية
- الجعادنية
- الزاوية
- القرع

الخوايرية
- دوار الشيخ
- الزاوية
- الزوايدية
- القدادرة

## المواصلات
- الطريق السيارشرق غرب
- الطريق الولائي رقم 12
- الطريق الولائي رقم 13
- خط السكة الحديدية الرابط بين غليزان ومستغانم (متوقف).

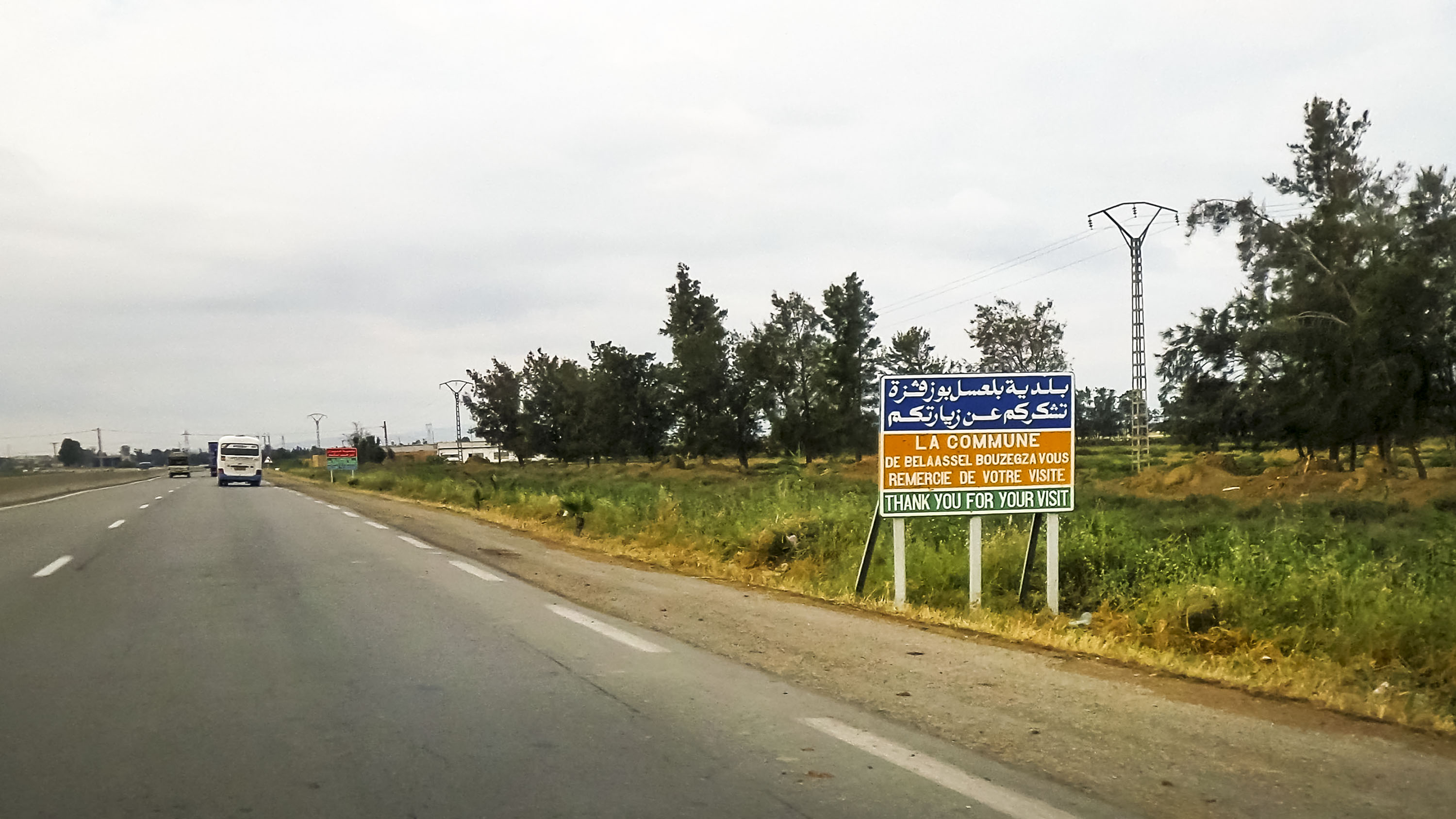
الطريق الولائي رقم 13 الرابط بين بلعسل وغليزان

## الإقتصاد

### الفلاحة
نظرا لخصوبة المنطقة تزخر بلعسل بالعديد من المنتجات الفلاحية مثل الحبوب و الخضر ويتربع الجلبان قائمة الخضر المزروعة إضافة للتين الشوكي الذي يعد مصدر رزق للعديد من العائلات الريفية

### سوق الخضر والفواكه
تتملك البلدية سوق للخضر والفواكه ما يجعلها قبلة للتجار لتصريف مختلف المنتجات الفلاحية.

### الصناعة
تملك بلدية بلعسل منطقة نشاطات صناعية سنخت لها بتوطين العديد من الشركات والمؤسسات الإقتصادية مثل :
- مطاحن رياض
- مصنع البلاط والخزف
- مصنع الكوابل
- مصنع الجلود
- مجمع متيجي

إضافة للعديد من مخازن السلع وتساهم المنطقة الصناعية في تشغيل العمالة من داخل وخارج الولاية.

## ثقافة

### عادات وتقاليد

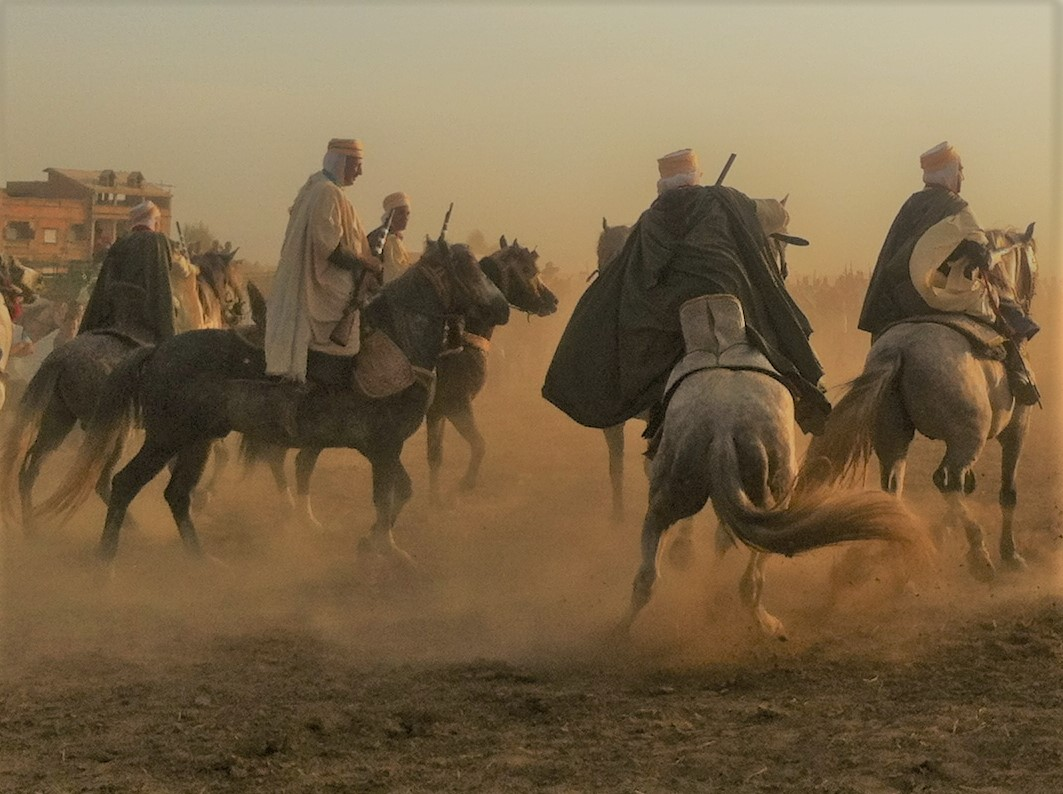
وعدة سيدي بن شعيب.

إن السمة البارزة لدى سكان بلدية بلعسل بدون منازع الجود والكرم وضيافة الغريب بالإضافة إلى إحياء تظاهرات ثقافية خاصة بالطعم تخليذا لذكرى سيد بن شعيب وسيدي بلعسل  وبعد أن يجتمع كبار البلدية والفاعلين بتحديد زمن المناسة ومن يحل الوقت حتى يقوم الناس بنصب الخيام وتحضر كافة المراسم بدعوة الفرسان وكذلك الشعراء والضيوف وبخصوص الغير المدعووين فلا حرج إن قدموا .فالأكل والمبيت مضمون، ويتآزر السكان في إعداد الكسكسي وكذلك المشروبات على غرار القهوة والحلويات. ويتانفس الناس على دعوة أكبر عدد ممكن من الضيوف وعند نجاح الطعم يكون الناس جميعا سعداء خاصة أما عروض الفانتازيا مرفوقة بأصوات البنادق التي تكسر هدوء البلدية .

## تعليم

### المتوسطات
1. متوسط الهواري بومدين .
2. متوسط بلعسل الجديدة .

### الإبتدائيات[9][10]
- مدرسة الأمير عبد القادر،
- مدرسةمحمدبوضياف،
- مدرسة صديق بوعلام،
- مدرسةرجم بوزيد،
- مدرسة بهلول محمد ،
- مدرسة قليل محمد،
- مدرسةنابي عبد القادر
- مدرسة صديق بوعلام ,

### مدارس قرآنية
- المدرسة القرآنية الجيلالي دلالي [11]

## مساجد
1. مسجد العباس ،
2. مسجد الزبير بن العوام الزيتون ،
3. مسجد عمر ابن الخطاب ( المحافيظ) ،
4. مسجد التوبة بدوار اولاد عبدالله ،
5. مسجد الهداية بدوار الحذارة .

## مجتمع مدني
1. جمعية كافل اليتيم
2. جمعية العلماء المسلمين

## رياضة
1. نادي كرة القدم اتحاد بلعسل لكرة القدم
2. نادي كمال الأجسام

## معرض صور

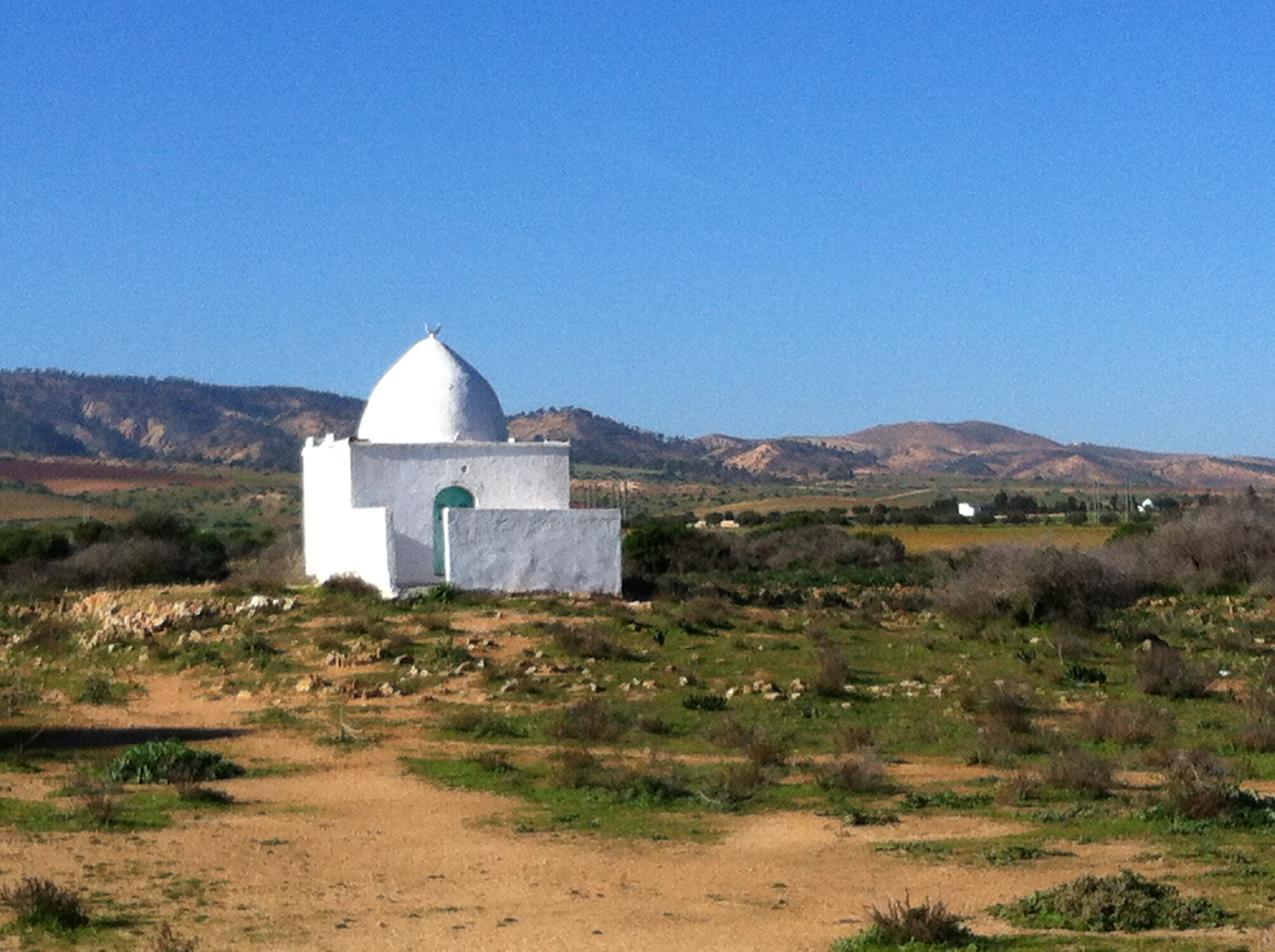
ضريح الولي الصالح سيدي بلعسل
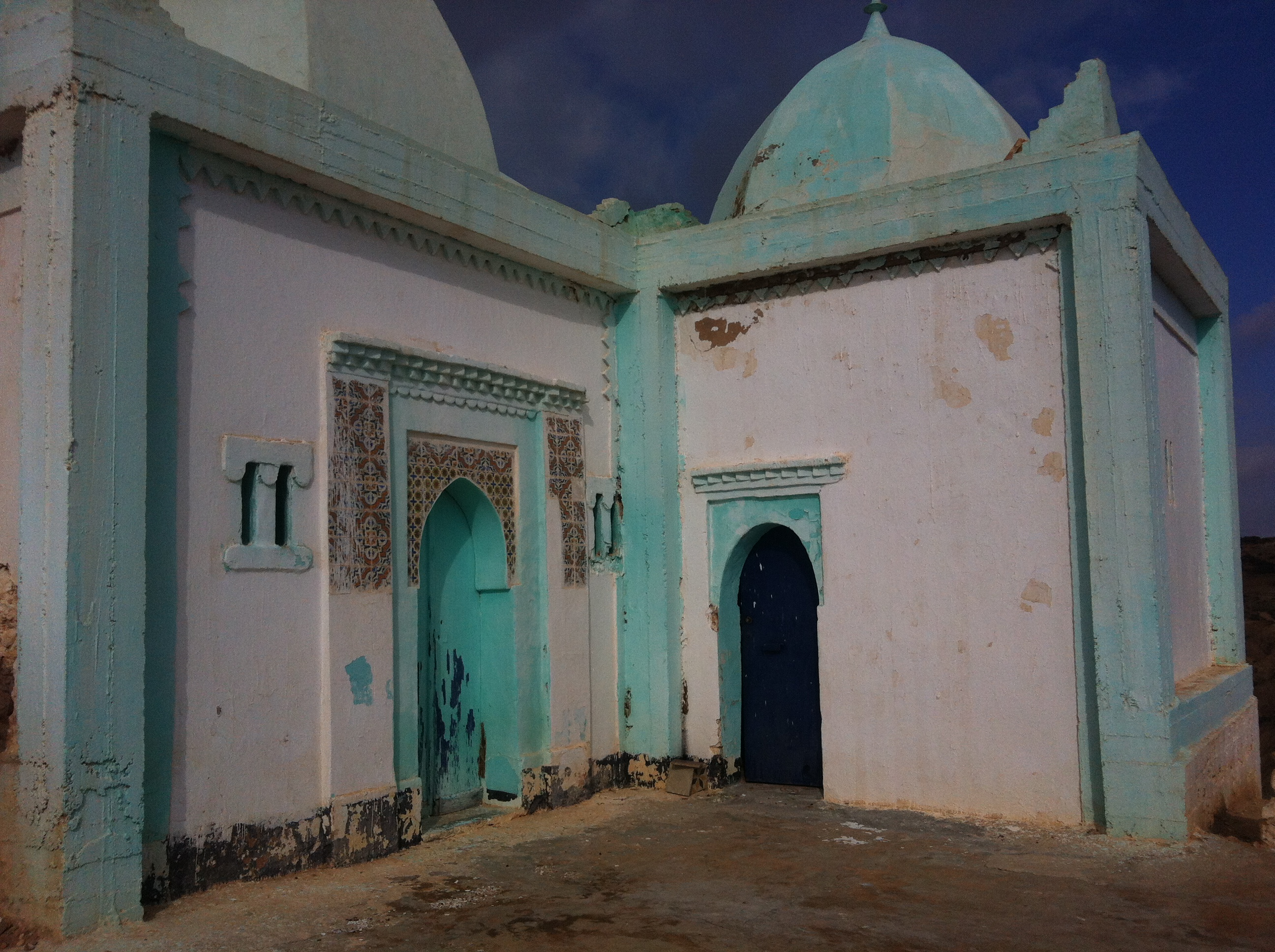
ضريح الولي الصالح سيدي بن شعيب
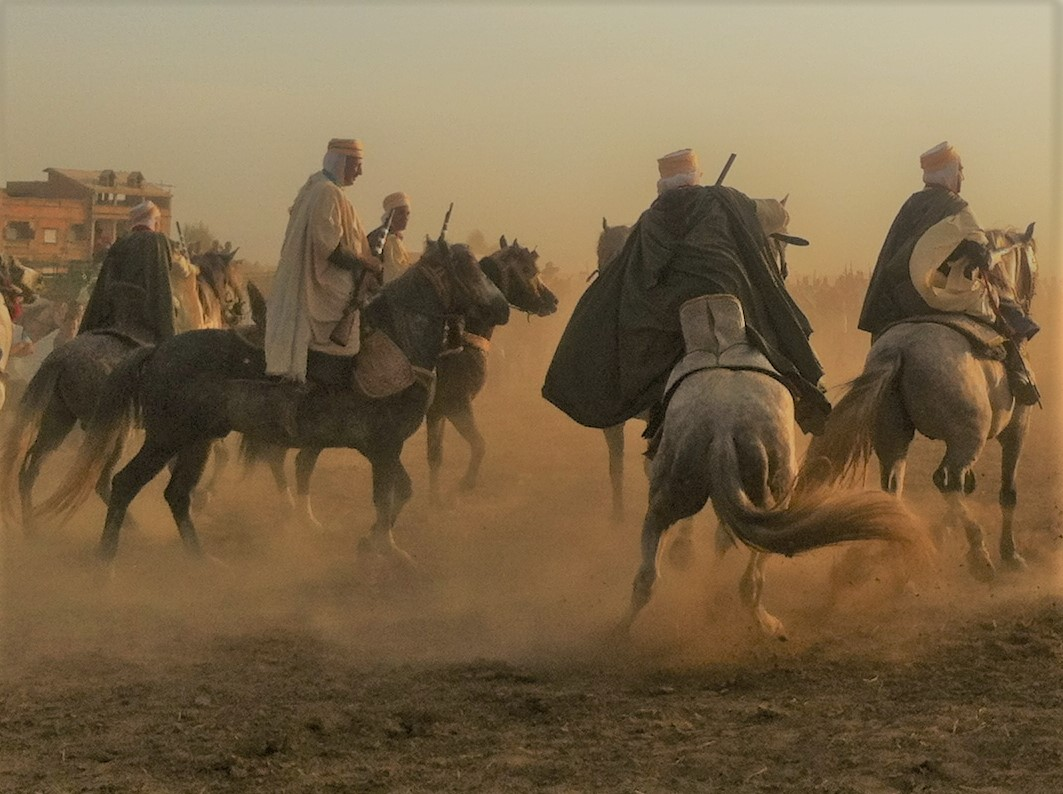
فانطازيا بوعدة سيدي بن شعيب
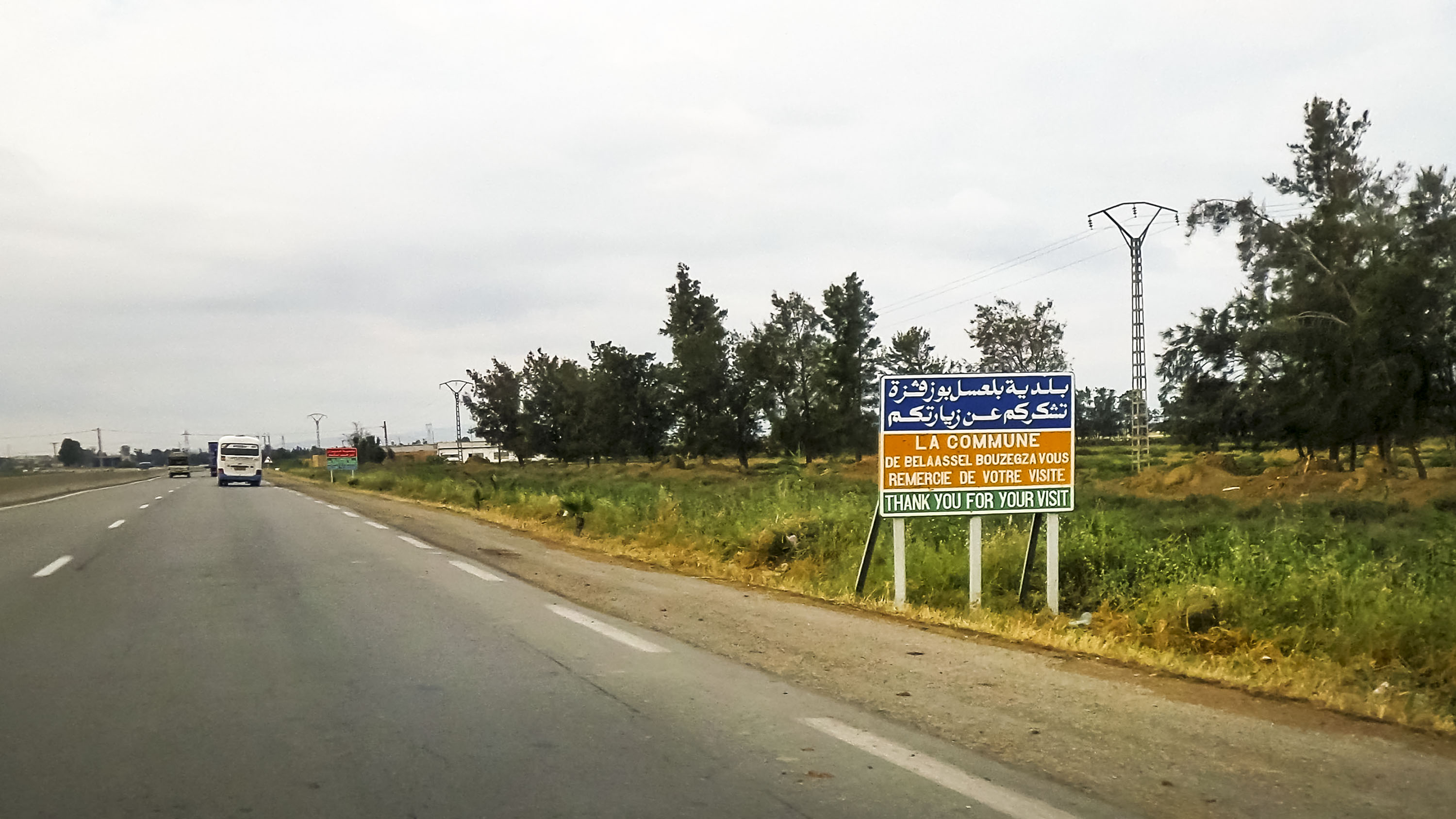
طريق الولائي رقم 13 بين غليزان وبلعسل
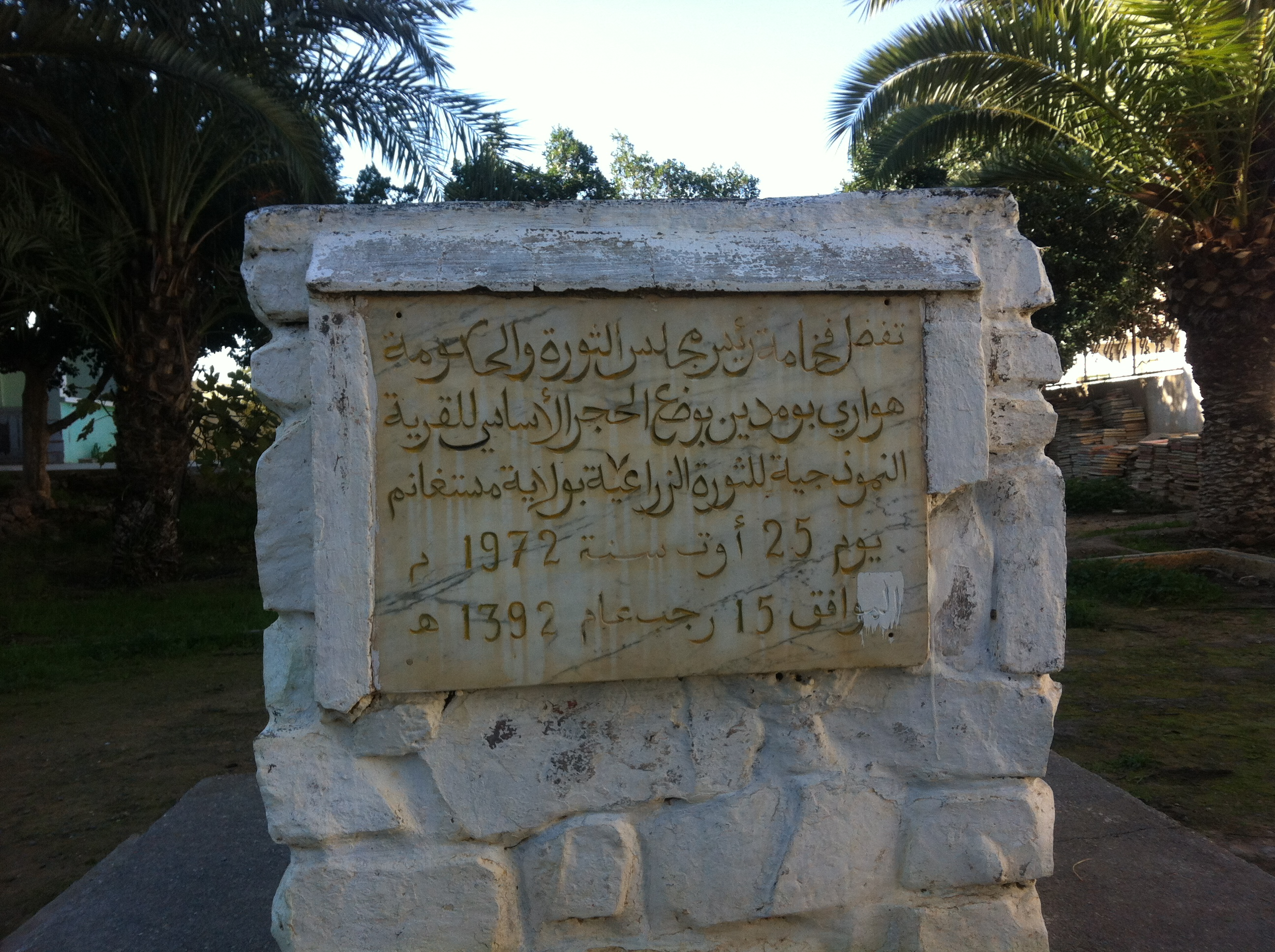
حجر أساس بناء القرية الإشتراكية بلعسل